# Les Menhirs des Platennes

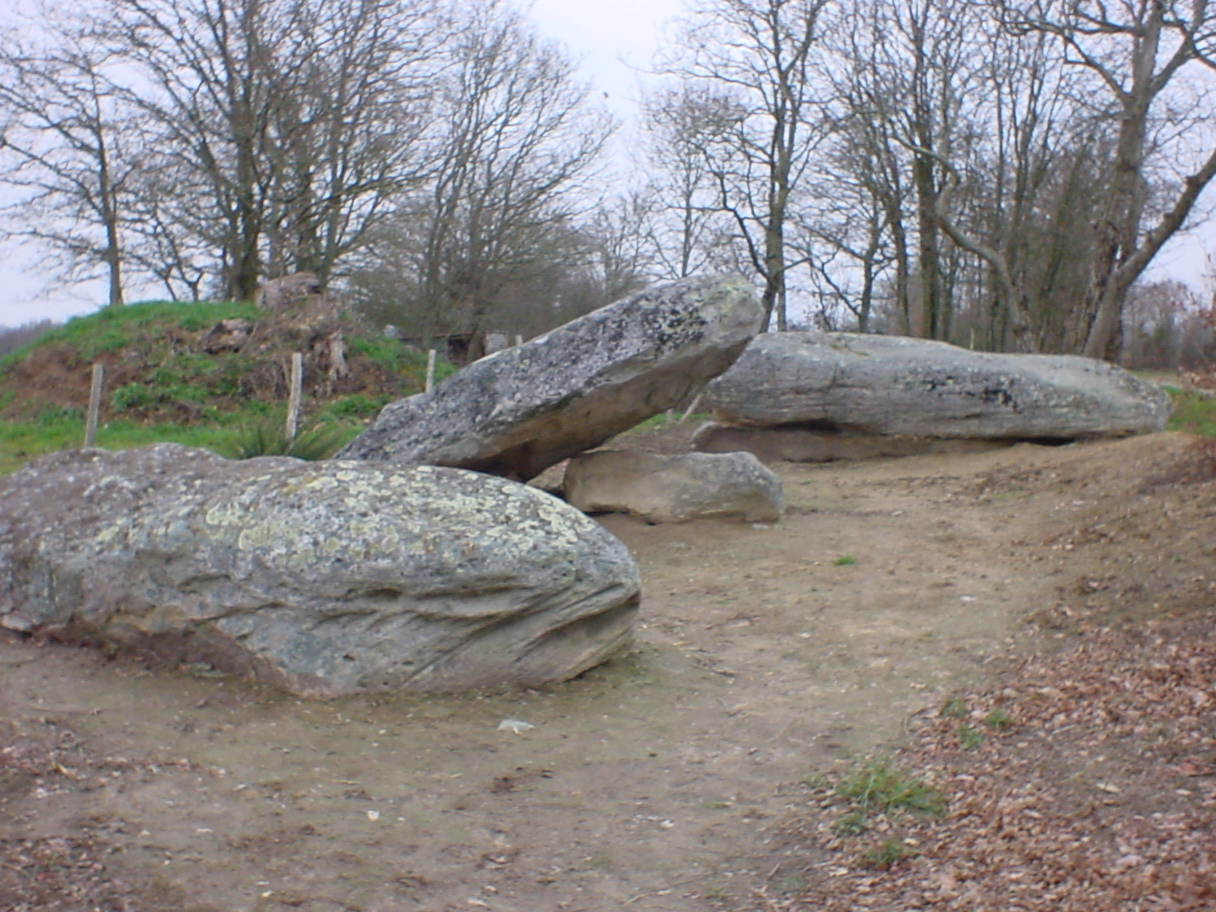
Les Menhirs des Platennes

Les Menhirs des Platennes (auch Dolmen les Trois-Pierres-de-la-Crotrie genannt) sind eine Steinreihe bestehend aus drei umgestürzten Menhiren, südöstlich von Saint-Père-en-Retz bei Pornic im Département Loire-Atlantique in Frankreich.
Die drei intakten Menhire aus Sandstein messen zwischen 4,4 und 5,3 Metern. Reste von einem oder zwei zerbrochenen Menhiren liegen westlicher. Die Steine sind seit 1989 unter dem Namen Pierre Platennes als historisches Denkmal eingetragen.
Der 4,2 m hohe Pierre de la Croterie ist ein Menhir, der von hier stammt und jetzt im Weiler Croterie etwa 4,0 Kilometer nordwestlich von Chauvé steht. Der 3,7 m hohe Menhir de la Pierre-le-Matz steht auch nordwestlich von Chauvé.